# Milínov
Milínov (německy Milinau) je obec v okrese Plzeň-jih v Plzeňském kraji. Žije zde 218 obyvatel.
Ve vzdálenosti devět kilometrů severně leží město Rokycany a sedmnáct kilometrů severozápadně statutární město Plzeň.

## Historie
První písemná zmínka o obci pochází z roku 1379.

## Přírodní poměry
V katastrálním území obce leží přírodní památka Hádky.

## Obyvatelstvo
| Rok            | 1869 | 1880 | 1890 | 1900 | 1910 | 1921 | 1930 | 1950 | 1961 | 1970 | 1980 | 1991 | 2001 | 2011 | 2021 |
| -------------- | ---- | ---- | ---- | ---- | ---- | ---- | ---- | ---- | ---- | ---- | ---- | ---- | ---- | ---- | ---- |
| Počet obyvatel | 418  | 425  | 424  | 453  | 446  | 453  | 363  | 295  | 300  | 280  | 247  | 206  | 173  | 181  | 192  |
| Počet domů     | 56   | 61   | 67   | 69   | 72   | 72   | 72   | 83   | 72   | 72   | 66   | 74   | 75   | 77   | 82   |

## Obecní správa
Mezi lety 1869–1960 Milínov byl obcí v okrese Plzeň (1869–1930) a později v okrese Blovice. V letech 1961–1992 patřil jako část obce k Nezvěsticím a od 1. ledna 1993 je opět samostatnou obcí v okrese Plzeň-jih.

### Obecní symboly
Znak a vlajka byly obci uděleny rozhodnutím předsedy Poslanecké sněmovny Parlamentu České republiky dne 13. května 2003.

## Pamětihodnosti
- Hrad Lopata, zřícenina gotického sídla
- Kaple

## Galerie

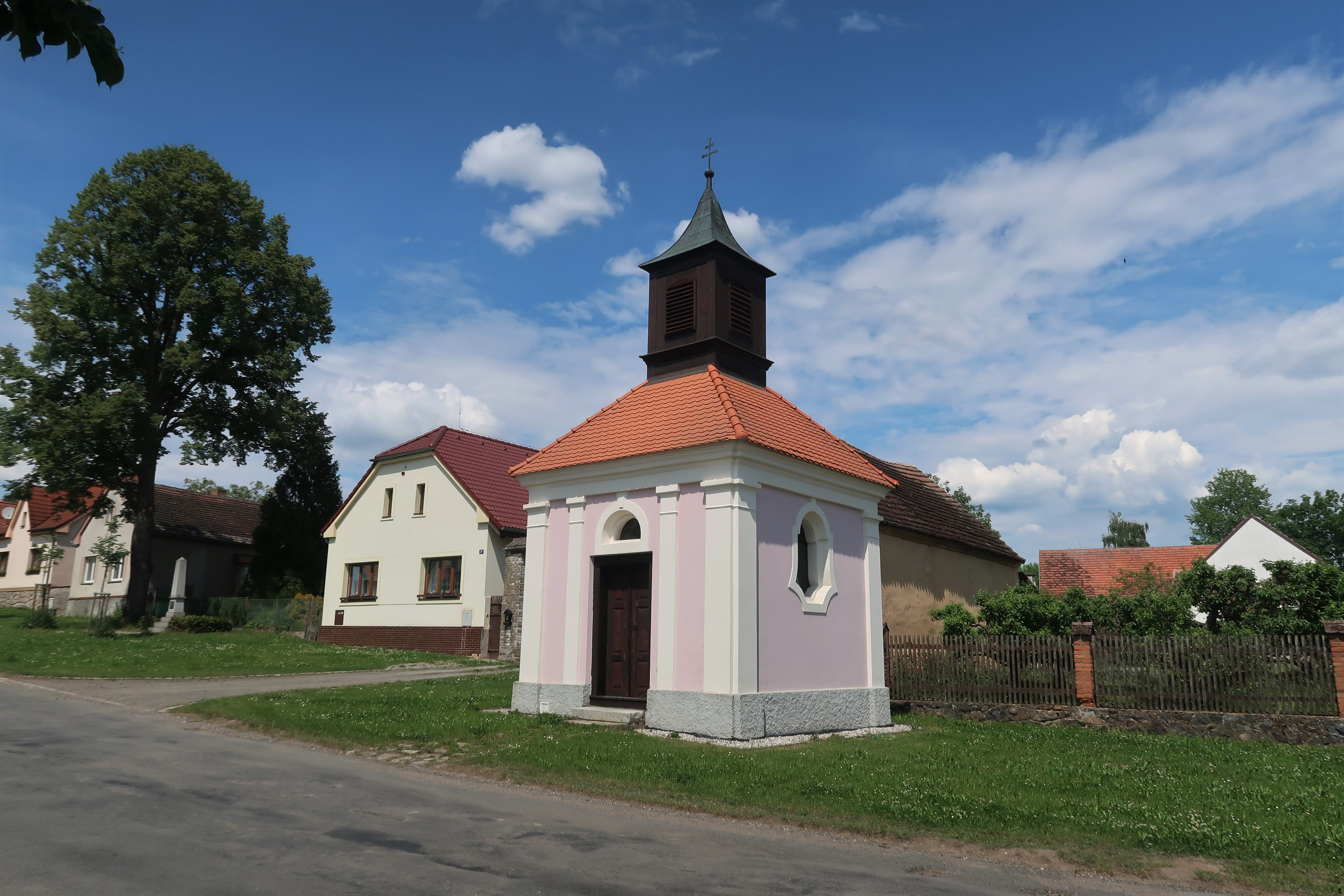
Náves s kaplí
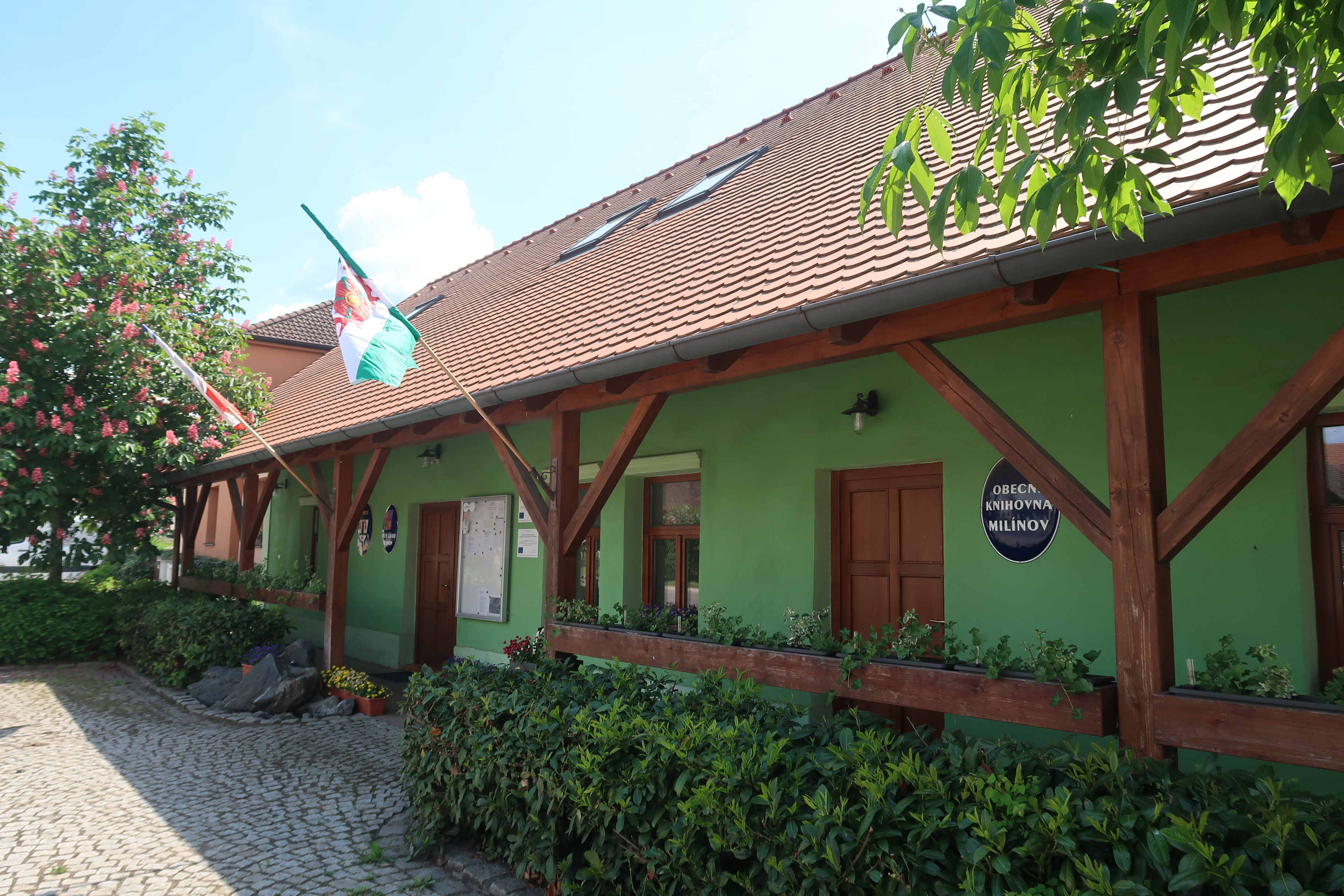
Obecní úřad a knihovna na návsi
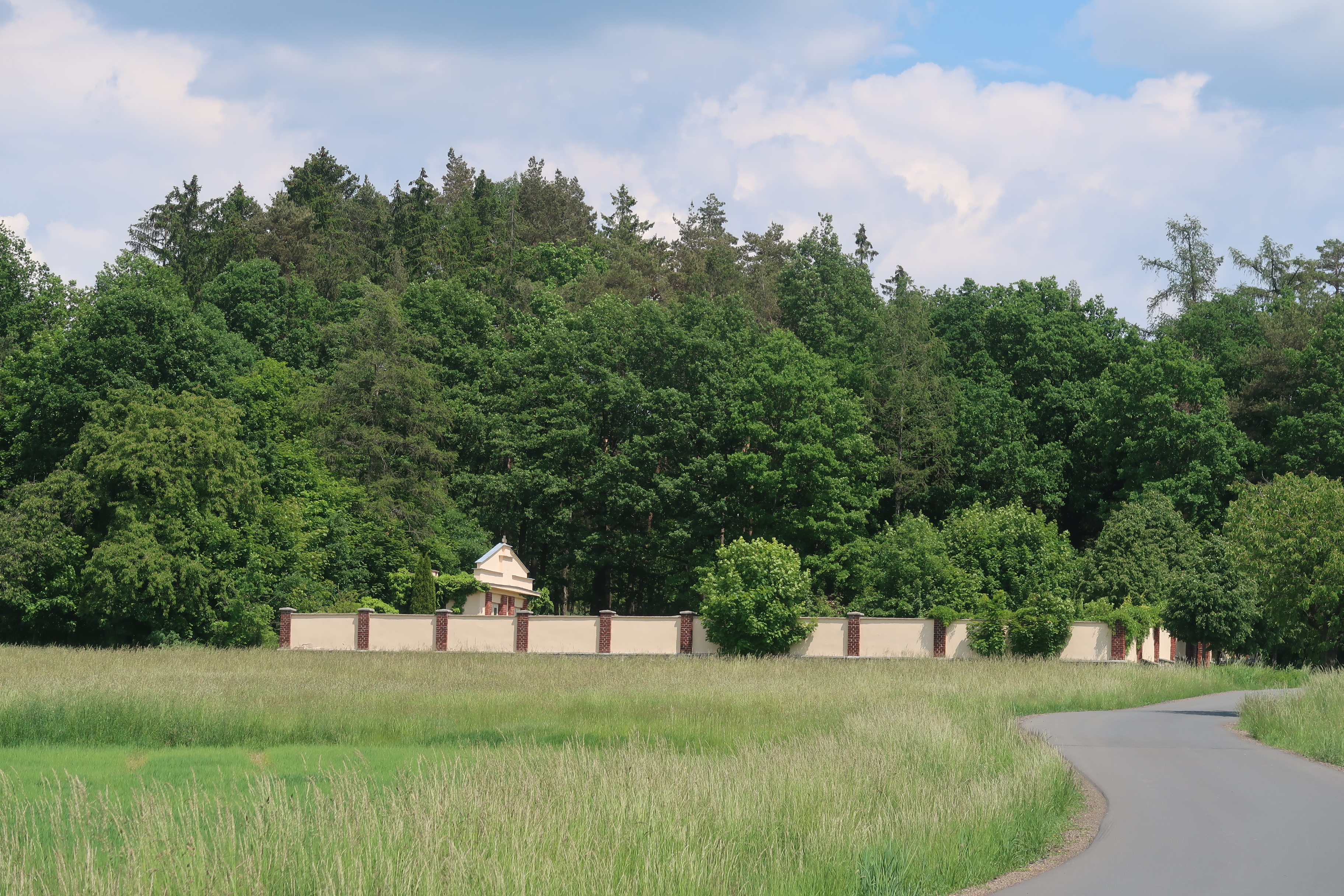
Hřbitov
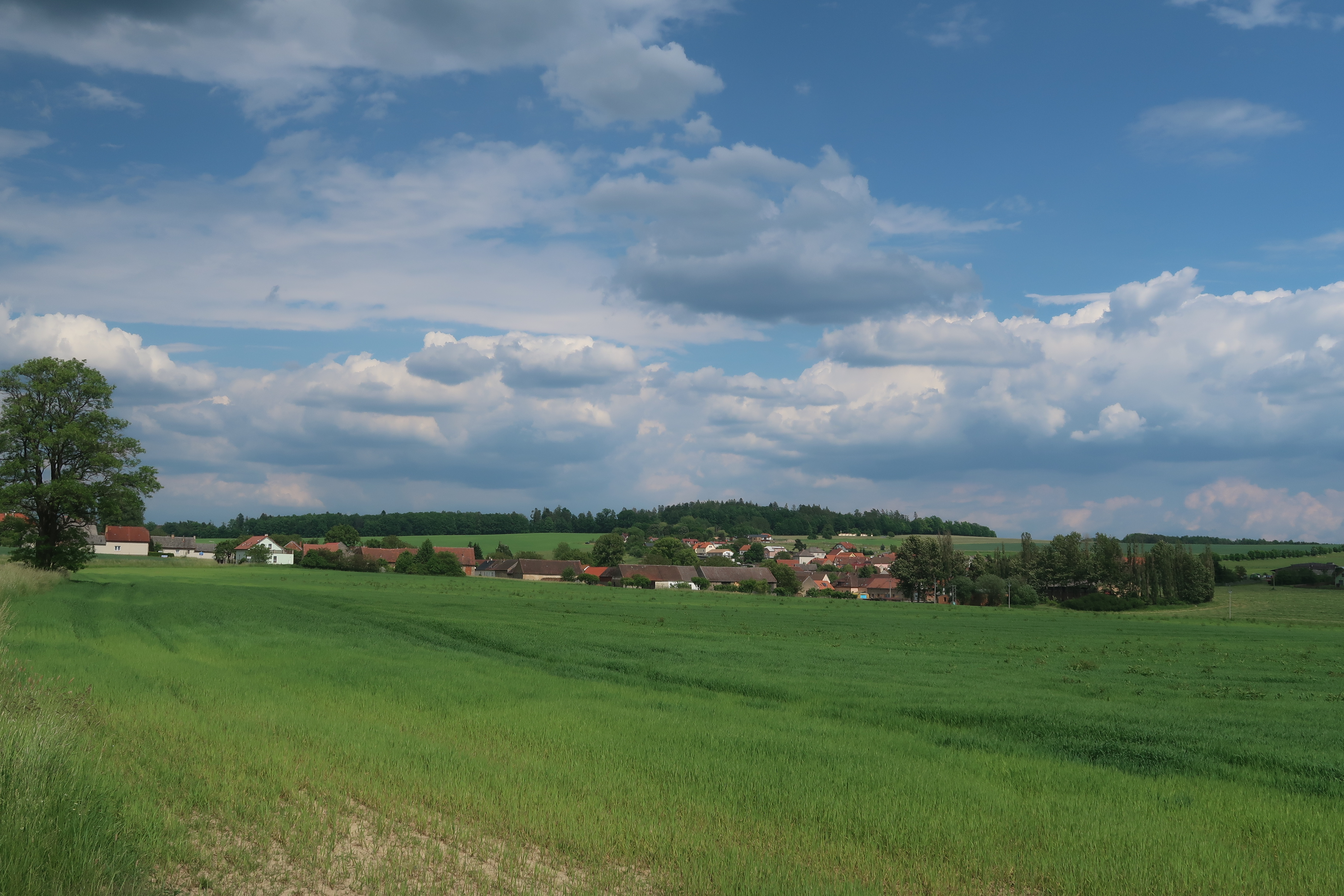
Celkový pohled ze silnice do Nezvěstic